# 一発屋
一発屋（いっぱつや）とは、大舞台で一時的にのみ活躍を見せた歌手、映画監督、芸人、作家、スポーツ選手などを表した呼称表現である。
元々は野球において長打を狙う（当然ながら打率は落ち込む）選手を指す言葉であったが、現在では一時的にのみ活躍した選手を指してスポーツ全般に拡大して用いられるようになった（2年目のジンクスも参照）。本記事では、後者の印象から転じて用いられるようになった「一発屋」について説明する。

## 概要
一作品のみが大ヒット、または一時的に大活躍して、その後はヒットしない、または名前が聞かれなくなった人を指す俗語。この場合における「一作品のみのヒット作品」と「それ以外の作品」は相対評価されることが多い。このため、実際はその後も一定期間コンスタントにヒットを飛ばしていたにもかかわらず、代表作があまりにも大きいヒットであったために一発屋扱いされるアーティストも少なくない。
大ヒットをひとつ出した事を指す場合よりも、他に代表作がない事を揶揄する侮辱的な意味で使用される場合がほとんどである。その配慮から「スマッシュヒット」（smash hit）という語で代用したり、「一撃必殺アーティスト」「ホームランシンガー」という言葉で表現したり、「ワンヒットワンダー」を『強烈なインパクトを残した大ヒットソング』として再定義を試みたテレビ番組もあった。

## お笑い芸人
2000年代後半から、一発ギャグが流行したお笑い芸人が「一発屋」と呼ばれることが多くなった。興行の外回りや広告などに頻繁に出演し、「新語・流行語大賞」に選ばれる事が多い。「新語・流行語大賞」を受賞したからといって必ずしも一発屋に終わるとは限らない。その後に一定の人気を獲得し続けている状況下においても敢えて「一発屋」を自称し、一発屋とされているタレントの出演に積極的な番組も存在する。「新語・流行語大賞#お笑いタレントのジンクス」も参照。
一方2010年代後半になると、「一発」を当てることすら厳しい環境となっていった。ラリー遠田はその理由として、一発屋芸人が離陸する滑走路となっていたテレビ番組「エンタの神様」「爆笑レッドカーペット」の放送が不定期化されたこと、トーク番組の増加で芸人の素顔が早々と暴かれてしまいキャラクター設定が保てないこと、一発ネタを拡散する若年層のテレビ離れなどを挙げている。

## 一発屋に関する作品
嘉門達夫が、1985年に出した自身初のオリジナルアルバム「お調子者で行こう」に、当初は一発屋とされる複数の歌手・お笑いタレントをネタにした作品『一発屋ブルース』を収録する予定であったが、歌詞の内容がレコード倫理審査会（レコ倫）から問題視されたことにより収録は見合わせとなった。その後『一発屋ブルース』は、1994年に発売したライブビデオ「カモン・センス～嘉門達夫のヘッヘッヘー～」にライブ版が収録され、2009年発売の「嘉門達夫豪華盤 ～Columbia Years～」にてDVD化されている。
元・アラジンの高原兄が『天下無敵の一発屋』という曲を発売した（1994年6月8日発売のシングル『完全無欠のロックンローラー』のカップリングに収録）。2008年10月22日発売の『クイズ!ヘキサゴンII』(フジテレビ系)からのコンピレーションアルバム『WE LOVE ヘキサゴン』に波田陽区、ダンディ坂野、小島よしお、金剛地武志の四人組ユニット「一発屋2008」によるリメイク版『天下無敵の一発屋2008』が収録された。
2000年8月27日には『ウラネタ芸能ワイド 週刊えみぃSHOW』(読売テレビ)の企画で、自身を「一発屋」と称する堀江淳・円広志・田中昌之の3人による企画ユニット「さっぱりネットワーク」が『今夜だけのステージ』でCDデビューした。
2012年12月19日放送の「爆問パニックフェイス!今！この芸人がスゴイSP」(TBS系)において一発屋芸人25名が「We Are The World」のカバー曲「We Are The 一発屋」を歌っている。メンバーは以下の通りである。
- クールポコ。
- コウメ太夫
- 小島よしお
- 坂本ちゃん（アルカリ三世）
- ジョイマン
- 楽しんご
- ダンディ坂野
- 長州小力
- テツandトモ
- ねづっち（Wコロン）
- 鼠先輩
- ノッチ（デンジャラス）
- 波田陽区
- 髭男爵
- 響
- ヒロシ
- ムーディ勝山
- レイザーラモンHG
- レギュラー

髭男爵の山田ルイ53世が、新潮社発行の月刊誌「新潮45」2017年1月号 - 12月号にルポルタージュとして『一発屋芸人列伝』を連載。「第24回編集者が選ぶ雑誌ジャーナリズム賞」の作品賞を受賞した。

## 英語圏
英語では「one-hit wonder」と呼ばれる。この「one-hit wonder」は元々、ビルボードトップ40入りを果たした1曲だけでしか知られていないミュージシャンを「唯一奇跡のヒット」と揶揄するときに使われたが、その後、いろいろな分野で使われるようになった。